# Hugo Makibi Enomiya-Lassalle
(Hugo Enomiya-Lassalle)
Hugo Makibi Enomiya-Lassalle (Nieheim, 11 novembre 1898 – Münster, 7 luglio 1990) è stato un gesuita e missionario tedesco.

## Biografia
Hugo Lassalle nacque in Germania nel 1898 da famiglia di origine ugonotta. Fu ordinato sacerdote nell'ordine della Compagnia di Gesù e andò come missionario in Giappone, paese che divenne la sua seconda patria. Là imparò la pratica della meditazione zen (denominata zazen) e ne divenne un insegnante. Nel 1945, quando esplose la bomba atomica, Hugo Lassalle era a Hiroshima e in quella circostanza rimase ferito. Portò gli effetti delle radiazioni per il resto della sua vita.
Ha viaggiato instancabilmente tra il Giappone e l'Europa per far conoscere la sua opera sacerdotale, umanitaria e culturale e per tenere corsi di meditazione Zen - una pratica che favorisce uno straordinario risveglio spirituale. "Nello Zen - diceva p. Lassalle - l'anima va incontro a Dio fino all'estremo limite delle sue possibilità."
Una delle sue opere più significative - il suo testamento spirituale - trova espressione in "Zen e spiritualità cristiana". L'opera, frutto di mezzo secolo di esperienze, dimostra come un cristiano possa praticare la via dello Zen senza timore di perdere la propria identità cristiana. 
Padre Lassalle è considerato tra i più significativi rappresentanti dell'integrazione tra spiritualità occidentale e orientale. A questa integrazione la Chiesa cattolica si è aperta dopo il Concilio Vaticano II, indetto da Papa Giovanni XXIII, al quale padre Lassalle partecipò insieme al vescovo di Hiroshima. Da quell'occasione egli ha potuto portare avanti, ufficialmente, la sua missione di integrazione culturale tra Oriente e Occidente.
Va tenuto presente che questo approccio verso il Buddhismo Zen non è considerato, dalle scuole buddhiste Zen, quello pienamente corretto. Esso viene indicato con il termine Gedō Zen (giapp. 外道 Gedō: "via al di fuori") che, come ricorda Michael S. Diener nel Dizionario della Sapienza orientale  «indica un tipo di Zen che, nonostante abbia una impronta religiosa, segue tuttavia insegnamenti che sono al di fuori della dottrina buddhista.». Il termine Gedō Zen  riporta la classificazione del monaco cinese del IX secolo Guifeng Zōngmì (o Kuei-feng Tsung-mi, 圭峰 宗密, 780-841) che, nel Chányuán zhūquán jí dūxù (禪源諸詮集都序, Prefazione all'opera sulle origini degli insegnamenti Chan, T.D. 2015.48.399a-413c) indicava le pratiche "eterodosse" con il termine  外道 (wàidào, dal sanscrito tīrthika, dottrine non buddhiste)
.

## Opere
- Zen e spiritualità cristiana, Edizioni Mediterranee, Roma 1995